# リスボン・アニメーション映画祭
リスボン・アニメーション映画祭（リスボンアニメーションえいがさい、Festival de Animação de Lisboa、Monstra Festival）は、2000年から始まったアニメーション映画祭。コンペティションとワークショップを開催している。